# La Soledad, Cacahoatán
La Soledad är en ort i Mexiko.   Den ligger i kommunen Cacahoatán och delstaten Chiapas, i den sydöstra delen av landet, 900 km sydost om huvudstaden Mexico City. La Soledad ligger 560 meter över havet och antalet invånare är 140.
Terrängen runt La Soledad är kuperad åt sydväst, men åt nordost är den bergig. Runt La Soledad är det tätbefolkat, med 397 invånare per kvadratkilometer. Närmaste större samhälle är Tapachula, 15,0 km sydväst om La Soledad. I omgivningarna runt La Soledad växer huvudsakligen savannskog.